# Humberto Maturana
Humberto Maturana Romesín (ur. 14 września 1928 w Santiago, Chile, zm. 6 maja 2021 tamże) – chilijski biolog, filozof, profesor Universidad de Chile zainteresowany problemami poznania, świadomości i samoświadomości, współtwórca teorii autopojezy (koncepcji traktowania istot żywych jako samoorganizujących się systemów) oraz członek grupy twórców „cybernetyki drugiego rzędu”.

## Życiorys

### Szkoła, studia i pierwsze inspirujące badania
Urodził się w Chile w roku 1928. Od dzieciństwa interesował się problemami żywych istot – organizmów roślinnych i zwierzęcych, uważnie studiował prace Nietzschego i Huxleya. Szkołę średnią – Liceo Experimental Manuel de Salas
 – skończył w roku 1947. Studia rozpoczął w Santiago. Początkowo, od roku 1950, studiował medycynę w the University of Chile. W 1954 roku otrzymał stypendium Fundacji Rockefellera na studia anatomii i neurofizjologii w University College London. W Oksfordzie miał możliwość korzystania z wiedzy Johna Z. Younga.
Stopień naukowy PhD w dziedzinie biologii otrzymał w Harvard University w roku 1958.
W latach 60. XX w. pracował w Massachusetts Institute of Technology (MIT), gdzie prowadził badania wspólnie z Jerome Lettvinem (oko żaby, „komórki babci” i „komórki Jennifer Aniston”).

### Lata 1960–1973 w Santiago
Po powrocie z MIT otrzymał stanowisko profesora School of Medicine w Universidad de Chile i funkcję organizatora laboratorium badań anatomii i fizjologii układu wzrokowego kręgowców. W utworzonym Laboratorio de Epistemología Experimental przez ok. 45 lat prowadził, wraz z uczniami, badania systemu wzrokowego ptaków. Organizacja jednostki o profilu zgodnym z zainteresowaniami jej twórcy, która skupiałaby interdyscyplinarne grono pracowników uniwersytetu (zainteresowanych matematyką, biologią, fizyką i chemią), napotykała liczne trudności natury administracyjnej.
Pokonanie części trudności – utworzenie Facultad de Ciencias w Ñuñoa – ułatwił międzynarodowy prestiż H. Maturany, który był wówczas najczęściej cytowanym spośród wszystkich pracowników uczelni. Laboratorium utrzymywało kontakty m.in. z wiodącym Biological Computer Laboratory (BCL) w University of Illinois at Urbana-Champaign, którym kierował Heinz von Foerster, nazywany „ikoną cybernetyki”, a pracownikami byli m.in. Ross Ashby i Gordon Pask).

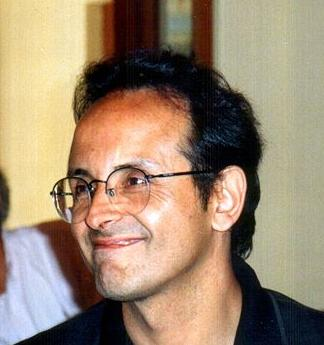
Francisco Varela

Maturana odwiedzał BCL kilka razy, a w okresie 1969–1970 zajmował stanowisko profesora wizytującego. Powstanie w Santiago Facultad de Ciencias (zatrudniającego ponad 40 profesorów) i The Biology of Cognition Laboratory, zajmującego się biologią teoretyczną, a szczególnie neuroanatomią i fizjologią układu wzrokowego kręgowców (również człowieka), zwróciło uwagę studentów medycyny na problemy niewchodzące w zakres typowych studiów medycznych. Jednym ze studentów, którzy porzucili przetartą drogę kariery zawodowej na rzecz kierunku mniej bezpiecznego, lecz bardziej interesującego, był Francisco Varela (1965), przyszły wieloletni współpracownik Maturany (1970–1973, 1980–1985).

### Konsekwencje zamachu stanu w Chile (1973)
Intensywność prac na pograniczu biologii i cybernetyki rosła w okresie poprzedzającym zamach stanu w Chile – obalenie prezydenta Salvadora Allende przez Augusto Pinocheta. Laboratorium odwiedzili Stafford Beer (profesor Manchester Business School w University of Manchester) i Heinz von Foerster (czerwiec–sierpień 1973), co wywołało podejrzenia, że na uniwersytecie powstaje scentralizowany system kontroli chilijskiej gospodarki. F. Varela musiał w pośpiechu wyjechać z kraju. Na emigrację zdecydowało się też kilku innych współpracowników. Przyjaciel Maturany, Fernando Flores (minister w rządzie S. Allende), został aresztowany. Maturana odwiedzał go w więzieniu. Zdecydował się pozostać w Chile i kontynuować swoją misję na uniwersytecie, m.in. troszczyć się o bezpieczeństwo laboratorium. Jego interdyscyplinarne wykłady budziły bardzo duże zainteresowanie studentów. Realizowany w Santiago program studiów biologicznych obejmował ogólne problemy życia, w ożywionym systemie – bardzo różnił się od rutynowego programu, obowiązującego w uczelniach amerykańskich i europejskich. Mimo trudności finansowych prowadzono badania teoretyczne i eksperymentalne (współpracownikami Maturany byli m.in. Anita Lizana, Gloria Guillof, Monica Quiroz i studenci: Nicolas Piwonka, Gonzalo Marin, Alfredo Kirkwood). Rozpoczęto prowadzenie kursu Biologia del Conocimiento (ang. Biology of Cognition), którego treści znalazły się później w książce The Tree of Knowledge. W roku 1978 H. Maturana otrzymał stypendium Guggenheima.

### Korzystne zmiany w roku 1980
Na początku roku 1980 Francisco Varela został ponownie zatrudniony w Katedrze Biologii Facultad de Ciencias. Obu naukowcom, których wzajemne pozytywne oddziaływanie było znane, zaproponowano trzykrotnie większe pomieszczenia (wciąż o charakterze przejściowym, zbudowane z elementów prefabrykowanych). Zakres pomocy przy urządzaniu nowej siedziby, udzielonej przez dziekana wydziału, był niewielki. Wyposażenie wzbogaciło się dzięki Vareli, który przywiózł m.in. 8 bitowy komputer z procesorem Z80 CPU (56k RAM) i zaszczepił w Santiago swoje zainteresowania zastosowaniami matematyki w neuronauce. Wzrosła liczba studentów, wykonujących w laboratorium prace licencjackie. Ze względu na niewielkie dotacje na zakupy aparatury badawczej duża część sprzętu była konstruowana własnoręcznie w domu, przez studentów i ich wykładowców.
Częściowo w celu zaspokojenia finansowych potrzeb laboratorium Maturana i Varela organizowali unikalne kursy biologii poznania dla ludzi niezwiązanych z nauką (menedżerów, inżynierów, a nawet zagranicznych dyplomatów). Troszcząc się o popularyzację swoich koncepcji pisali książki popularnonaukowe, organizowali naukowe konferencje, przyjmowali licznych gości z kraju i zagranicy.

### Lata 1984 – …
Po intensywnym rozwoju w latach 1980–1984 nastąpiło jego zahamowanie, związane przede wszystkim z wyjazdami do USA lub Europy. W 1984 roku F. Varela wyjechał do laboratorium niemieckiego neuropsychologa Wolfa Singera w Hamburgu jako stypendysta Humboldta, a w roku 1985 postanowił zostać we Francji, przyjmując ofertę CNRS. Na początku lat 80. z Santiago wyjechało do Stanów Zjednoczonych lub Europy wielu innych dotychczasowych współpracowników Maturany. W latach 1985–1990 sytuacja finansowa i instytucjonalna stawała się coraz trudniejsza; aż do późnych lat 80. laboratorium było wyposażone głównie w sprzęt kupiony w okresie 1960–1970 przez Maturanę. Odpowiedzialność za prowadzenie jednostki przejmowali jego współpracownicy i następcy (m.in. Jorge Mpodozis, Juan Carlos Letelier, Alexander Vargas).
W roku 2000 Humberto Maturana założył ośrodek badań i analiz teoretycznych dotyczących biologiczno-kulturalnych podstaw organizacji życia wspólnot ludzkich (zachowując stanowisko profesora University Of Chile); m.in. organizuje międzynarodowe kongresy, tj. Instituto de Formación Matríztica; okresowo prowadzi wykłady w różnych krajach świata. Jest członkiem zarządu Constructivist Foundations – czasopisma poświęconego konstruktywistycznej koncepcji struktur psychicznych.

## Kierunki badań naukowych
- Lata 1958-1960 (Massachusetts Institute of Technology, Boston) – udział w prowadzonych przez Jerome Lettvina przełomowych badaniach siatkówki oka żaby (mechanizmu rejestracji wielkości, położenia i szybkości poruszania się wykrytego „robaka” bez śledzenia celu polowania)[21]”;
- Lata ok. 1965–1968 (Biological Computing Laboratory BCL w Champaign-Urbana w Illinois) – udział w pracach grupy cybernetyków (Heinz von Foerster, Gordon Pask, Herbert Brün, Ernst von Glasersfeld) tworzących cybernetykę drugiego rzędu[7]; eksperymenty dotyczące ludzkiego widzenia barwnego; wykazanie, że układ nerwowy nie odróżnia iluzji od percepcji[9][22]
- Wśród najważniejszych dokonań H. Maturany wymienia się opracowanie (wspólnie z F. Varelą) koncepcji samoorganizującego się systemu, który obejmuje wszystkie organizmy na różnych poziomach złożoności (łącznie z człowiekiem i ludzkim społeczeństwem) – systemu autopojetycznego.

Współcześnie Maturana jest zaliczany do konstruktywistów, co jest określeniem niejednoznacznym. W ramach konstruktywizmu, dawno uznanego za jedno z najważniejszych stanowisk we współczesnej filozofii, socjologii, psychologii lub metodologii nauk, mieszczą się obecnie rozmaite nurty, operujące zróżnicowaną terminologią. H. Maturana bywa uznawany za przedstawiciela konstruktywizmu „zorientowanego poznawczo” lub „kognitywistycznego” (odwołującego się do psychologii poznawczej), „neurobiologicznego”, „radykalnego” (inaczej „metakonstruktywizm”, w odróżnieniu od konstruktywizmu „trywialnego” lub „umiarkowanego”). Wspomina się również o „konstruktywizmie cybernetycznym” (z Heinzem von Foersternem jako przedstawicielem) lub „konstruktywizmie epistemologicznym” (np. w odniesieniu do neurofizjologii lub socjologii wiedzy).
Wybrane przez Maturanę stanowisko filozoficzne – oparcie się na koncepcji autopojezy (samoorganizujących się systemów) – pozwala mu analizować wiele różnych aspektów życia, np. zarówno neurofizjologiczne aspekty poznania, jak problemy ewolucji biologicznej, rozwoju języka, relacji interpersonalnych lub kształtowania się stosunków międzyludzkich. Wyjaśnia zainteresowanie zarówno neuropsychologią jak ontologicznym coachingiem (np. w grupie, do której należą Fernando Flores i Julio Olalla) lub zarządzaniem zasobami ludzkim (jeden z tematów międzynarodowej konferencji, zorganizowanej w roku 2014).
Jego stanowisko często nasuwa pytania o różnice między ludźmi (żywymi „złożonymi systemami”, tworzącymi systemy jeszcze bardziej złożone) a coraz doskonalszymi maszynami, wytwarzanymi przez ludzi.
Odpowiedzi na podobne pytania Maturana zawarł m.in. w eseju pt. Metadesign, rozpoczynającym się od pytania: Human beings versus machines, or machines as instruments of human designs?. W zakończeniu tego eseju zwrócił uwagę na rolę indywidualnych ludzkich emocji w kształtowaniu się globalnego systemu. Szybki rozwój techniki (np. systemów komunikacji, tj. komunikacja internetowa) nie zmienia istoty człowieka. Ogólna dostępność wytworów nowoczesnej technologii nie może zagwarantować rozwiązania problemów ludzkości, ponieważ pojawiają się one wskutek sprzeczności celów poszczególnych ludzi, których podłoże jest emocjonalne. Może być pomocna wtedy, gdy będzie wykorzystywana przez ludzi, których Maturana określa jako Homo sapiens amans (w przeciwieństwie do Homo sapiens aggressans lub Homo sapiens arrogans).

## Publikacje

### Książki
Do roku 1996 (według Encyclopaedia Autopoietica)
- H.R. Maturana, F.J. Varela, De Maquinas y Seres Vivos. Una caracterizacion de la organizacion biologica, Editorial Universitaria, Santiago 1973
- H.R. Maturana, F.J. Varela, Autopoiesis and Cognition: The Realization of the Living, Boston Studies in the Philosophy of Sciences, Vol. 42, D. Riedel Publishing Co., Boston, Dordrecht. 1980 (książka opisywane przez recenzentów jako odważne, błyskotliwe, prowokacyjne i zagadkowe dzieło, które „wymaga radykalnej zmiany punktu widzenia”[30][2])
- H.R. Maturana, Erkennen: Die Organisation und ver Koperung von Wiklichkeit, Friedr. Vieweg & Sohn Braunschweig, Wiesbaden 1982
- H.R. Maturana, F.J. Varela, El Arbol del Conocimiento: Las Bases Biologicas del Conocer Humano, Editorial Universitaria, Santiago 1984, 1994; wydania obcojęzyczne:

Der Baum der Erkenntnist, Scherz Verlag, Berna, Munchen, Vienna 1987
Kundskabens Trae, Ask, Aarhus (Denmark) 1987
L’Albero Della Conoscenza, Garzanti Editore, Milano 1987
The Tree of Knowledge, Shambhala New Science Library, Boston i London 1988
El Arbol del Conocimiento, Debate, Madrid 1990
- H.R. Maturana, Biologia de la Cognicion y Epistemiologia, Ed. Universidad de la Frontera, Temuco, Chile 1990
- H.R. Maturana, Emociones y Lenguaje en Educacion y Politica, Ed. Hachette, Santiago, 1990. Ed. Dolmen, Santiago, 1.ed. 1990; 2.ed. 1990
- H.R. Maturana, K. Ludewig, Conversaciones con Humberto Maturana: Preguntas del Psicoterapeuta al Biologo, Ed. Universidad de la Frontera, Temuco, Chile 1992
- Maturana, H.R. El Sentido de lo Humano, Editorial Dolmen, Santiago 1991, 1992, Editorial Hachette, Santiago 1992
- H.R. Maturana, J. Mpodozis, Origen de las Especies por Medio de la Deriva Natural, Publicacion Ocasional N. 46, Museo Nacional de Historia Natural, Santiago, Chile 1992
- H.R. Maturana, G. Verden-Zöller, Liebe und Spiel, die Vergessene Grundladge des Menschlichkeit, Carl Auer Verlag, Hamburgo 1993; in Spanish: Amor y Juego: Fundamentos Olvidados de lo Humano, Coleccion Experiencia Humana, Ed. Instituto de Terapia Cognitiva 1993; Amore e Gioco, Ed. Marsilio, Venecia 1996
- H.R. Maturana, Desde la Biologia a la Psicologia, Ed. Synthesis. 1993.
- H.R. Maturana, La Democracia es una Obra de Arte, Coleccion Mesa Redonda, Ed. Linotipia Bolivar y Cia, de Bogota 1994
- H.R. Maturana, Kurt Ludewig, Reflexiones y Conversaciones, Coleccion Instituto de la Familia, Ed. FUPALI, Cordova 1994
- H.R. Maturana, Origen de lo Humano en la Biologia de la intimidad, Ed. Instituo de Terapia Cognitiva, Santiago 1996

### Artykuły naukowe
Artykuły opublikowane w Constructivist Foundations, CF (wybór, 2006–2015)
- Humberto R. Maturana (2015), What Is Sociology? CF 10(2): 176–179
- Humberto R. Maturana (2014), Understanding Social Systems? CF 9(2): 187–188
- Humberto R. Maturana (2012), Reflections on My Collaboration with Francisco Varela, CF 7(3): 155–164
- Humberto R. Maturana, Alberto Paucar-Caceres & Roger Harnden (2011), Origins and Implications of Autopoiesis. Preface to the Second Edition of De Máquinas y Seres Vivos, CF 6(3): 293–306
- Humberto R. Maturana (2008), Anticipation and Self-consciousness. Are these Functions of the Brain? CF 4(1): 18–20
- Humberto R. Maturana (2008), The Biological Foundations of Virtual Realities and Their Implications for Human Existence, CF 3(2): 109–114
- Humberto R. Maturana (2007), Systemic versus Genetic Determination, CF 3(1): 21–26
- Humberto R. Maturana (2006), Self-consciousness: How? When? Where? CF 1(3): 91–102

Oficjalna bibliografia, obejmująca lata do ok. 1996, jest zgromadzona na stronach Encyclopaedia Autopoietica.